# Liste der Flächennaturdenkmale im Landkreis Oberhavel
Die Liste der Flächennaturdenkmale im Landkreis Oberhavel enthält alle Flächennaturdenkmale im brandenburgischen Landkreis Oberhavel, welche durch Rechtsverordnung geschützt sind. Im Jahr 2016 gab es im Landkreis Oberhavel 78 Flächennaturdenkmale mit einer Gesamtfläche von 409,03 ha.

## Legende
- ND-Nr.: Nennt die Nummer der Flächennaturdenkmals
- Flächennaturdenkmal/Name: Nennt das Flächennaturdenkmal gegebenenfalls mit spezifischer Bezeichnung
- Standortbeschreibung: Nennt den Standort des Flächennaturdenkmals mit Gemarkung und Koordinaten
- ha Fläche in Hektar
- Beschreibung: Nennt Einzelheiten zum Flächennaturdenkmal wie Zustand, Bedeutung, Grund der Ausweisung und den Zeitpunkt der Festsetzung
- Bild: Zeigt ein Bild des Flächennaturdenkmals

## Landkreis Oberhavel
| ND-Nr. | Flächennaturdenkmal/Name                        | Gemeinde/Ort                  | Lage                                                    | ha    | Beschreibung | Bild                    |
| ------ | ----------------------------------------------- | ----------------------------- | ------------------------------------------------------- | ----- | ------------ | ----------------------- |
| 1      | Ackersoll Großmutz                              | Großmutz                      |                                                         | 00,67 |              |                         |
| 2      | Alte Pferdekoppel Liebenberg                    | Neulöwenberg                  |                                                         | 04,98 |              |                         |
| 3      | Alter Parkteich am Maihof                       | Freienhagen                   |                                                         | 02,12 |              |                         |
| 4      | Alter Tonstich                                  | Birkenwerder                  |                                                         | 02,23 |              |                         |
| 5      | An der Sandschelle                              | Badingen                      |                                                         | 00,25 |              |                         |
| 6      | Bei den Lehmkuten                               | Großmutz                      |                                                         | 05,61 |              |                         |
| 7      | Börnersee                                       | Borgsdorf                     |                                                         | 01,28 |              |                         |
| 8      | Der tote See                                    | Mühlenbeck                    |                                                         | 17,52 |              |                         |
| 9      | Die Dorfstellen                                 | Gransee                       |                                                         | 00,53 |              |                         |
| 10     | Dorfteich Glienicke                             | Gransee                       |                                                         | 00,49 |              |                         |
| 11     | Elsbruch                                        | Häsen                         |                                                         | 13,23 |              |                         |
| 12     | Enzianwiese                                     | Marwitz                       |                                                         | 00,80 |              |                         |
| 13     | Exiner Eichenwald                               | Marwitz                       |                                                         | 05,06 |              |                         |
| 14     | Feldtümpel                                      | Schönfließ                    |                                                         | 00,80 |              |                         |
| 15     | Feuchtgebiet Margarethenhof                     | Gransee                       |                                                         | 21,19 |              |                         |
| 16     | Frauenpfuhl                                     | Bergfelde                     | 52° 40′ 45″ N, 13° 18′ 47″ O                            | 02,94 |              |                         |
| 17     | Froschepuhl                                     | Gransee/ Altlüdersdorf        |                                                         | 00,19 |              |                         |
| 18     | Grabenweiher                                    | Bergfelde                     | 52° 41′ 41″ N, 13° 19′ 7″ O                             | 00,44 |              |                         |
| 19     | Granseer Torfstiche                             | Gransee                       |                                                         | 04,89 |              |                         |
| 20     | Graureiherkolonie Ludwigsaue                    | Rüthnick-Forst                |                                                         | 21,52 |              |                         |
| 21     | Hertha-See                                      | Schildow                      |                                                         | 01,09 |              |                         |
| 22     | Hirschfenn                                      | Bergfelde                     | 52° 40′ 35″ N, 13° 17′ 45″ O                            | 00,58 |              |                         |
| 23     | Höllen- u. Löwensee                             | Marwitz                       |                                                         | 24,18 |              |                         |
| 24     | Hölluch                                         | Schönermark                   |                                                         | 06,32 |              |                         |
| 25     | Hubertussee                                     | Borgsdorf                     |                                                         | 00,73 |              |                         |
| 26     | Im Krokodilschlag                               | Großmutz                      |                                                         | 00,97 |              |                         |
| 27     | Jordansee                                       | Schönermark                   |                                                         | 05,89 |              |                         |
| 28     | Jungviehkoppel                                  | Gransee/ Altlüdersdorf        |                                                         | 09,81 |              |                         |
| 29     | Katharinensee                                   | Schildow                      |                                                         | 01,10 |              |                         |
| 30     | Kindelsee                                       | Schönfließ                    |                                                         | 02,31 |              |                         |
| 31     | Krauses Land                                    | Kraatz                        |                                                         | 01,30 |              |                         |
| 32     | Kuhkoppel-Weiher                                | Zehlendorf                    |                                                         | 00,04 |              |                         |
| 33     | Lindsee                                         | Neulöwenberg                  |                                                         | 46,97 |              |                         |
| 34     | Loch am Rotpfuhl                                | Hohen Neuendorf               |                                                         | 00,27 |              |                         |
| 35     | Mönchsee                                        | Birkenwerder                  |                                                         | 03,45 |              |                         |
| 36     | Moor an der kleinen Lanke                       | Häsen                         |                                                         | 01,79 |              |                         |
| 37     | Moorweiher                                      | Zühlsdorf                     |                                                         | 00,32 |              |                         |
| 38     | Moorwiese-Orchideenwiese                        | Birkenwerder                  |                                                         | 01,21 |              |                         |
| 39     | Moospfuhl                                       | Bergsdorf                     | 52° 55′ 20″ N, 13° 14′ 55″ O                            | 05,67 |              |                         |
| 40     | Nordende des Bogenluches                        | Borgsdorf                     |                                                         | 10,72 |              |                         |
| 41     | Nordufer Stolpsee                               | Himmelpfort                   |                                                         | 02,55 |              |                         |
| 42     | Papenberge                                      | Hennigsdorf                   |                                                         | 91,04 |              |                         |
| 43     | Papenluch                                       | Birkenwerder                  |                                                         | 03,63 |              |                         |
| 44     | Pechpfuhl                                       | Bergfelde                     | 52° 40′ 16″ N, 13° 18′ 31″ O                            | 00,92 |              |                         |
| 45     | Pechpfuhl bei Stolpe-Dorf                       | Stolpe Dorf                   |                                                         | 00,36 |              |                         |
| 46     | Pferdekoppel Neulüdersdorf                      | Gransee/ Altlüdersdorf        |                                                         | 09,22 |              |                         |
| 47     | Pinnower Havelweiher                            | Borgsdorf                     |                                                         | 02,79 |              |                         |
| 48     | Plangut-Weiher                                  | Zehlendorf                    |                                                         | 01,92 |              |                         |
| 49     | Rother-Pfuhl                                    | Eichstädt                     |                                                         | 01,71 |              |                         |
| 50     | Sandsee                                         | Birkenwerder, Hohen Neuendorf | 52° 41′ 20″ N, 13° 16′ 46″ O                            | 08,65 |              |                         |
| 51     | Saumweg-Briese                                  | Hohen Neuendorf               | 52° 41′ 20″ N, 13° 16′ 46″ O                            | 01,36 |              |                         |
| 52     | Schleuse Bischofswerder                         | Liebenwalde                   | 52° 53′ 33,5″ N, 13° 22′ 51″ O                          | 00,26 |              | Schleuse-Bischofswerder |
| 53     | Schusterstubben und Feuerlöschteich             | Bergfelde                     | 52° 40′ 58,2″ N , 13° 19′ 58,1″ O 52.6828404 13.3328179 | 01,45 |              |                         |
| 54     | Schwanenwiese                                   | Lehnitz                       |                                                         | 02,82 |              |                         |
| 55     | Schwarzer See                                   | Fürstenberg                   |                                                         | 03,25 |              |                         |
| 56     | Schwarzkoppelwiese                              | Großmutz                      |                                                         | 05,66 |              |                         |
| 57     | Seeluch                                         | Häsen, Bergsdorf              |                                                         | 04,79 |              |                         |
| 58     | Siggelwiesen Fürstenberg                        | Fürstenberg                   |                                                         | 01,65 |              |                         |
| 59     | Stintgrabenweiher                               | Oranienburg, Schmachtenhagen  |                                                         | 04,05 |              |                         |
| 60     | Sumpfsee                                        | Birkenwerder                  |                                                         | 01,41 |              |                         |
| 61     | Sumpfwiesentümpel Rev. Wensickendorf Abt. 1.225 | Zühlsdorf                     |                                                         | 00,01 |              |                         |
| 62     | Teufelsbruchwiese                               | Hennigsdorf                   |                                                         | 03,33 |              |                         |
| 63     | Teufelspfuhl                                    | Hennigsdorf                   |                                                         | 00,19 |              |                         |
| 64     | Tongrube Zehlendorf                             | Zehlendorf                    |                                                         | 03,29 |              |                         |
| 65     | Tümpel am Amt Liebenwalde                       | Liebenwalde                   |                                                         | 02,77 |              |                         |
| 66     | Tümpel im Feld, südl. der Forstabt. 1.222       | Zühlsdorf                     |                                                         | 00,03 |              |                         |
| 67     | Tümpel im Revier Wensickendorf, Abt. 1.223      | Bergfelde                     |                                                         | 00,20 |              |                         |
| 68     | Tümpel um Höllen- und Löwensee                  | Marwitz                       |                                                         | 00,64 |              |                         |
| 69     | Vehlefanzer Unkenteich                          | Vehlefanz                     |                                                         | 01,61 |              |                         |
| 70     | Waldstausee 1 und 2                             | Zühlsdorf, Mühlenbeck         |                                                         | 07,92 |              |                         |
| 71     | Waldweiher                                      | Hennigsdorf                   |                                                         | 00,80 |              |                         |
| 72     | Weiher am Wiesengrund                           | Mühlenbeck                    |                                                         | 00,17 |              |                         |
| 73     | Weiher an der Autobahn                          | Stolpe-Süd                    |                                                         | 01,84 |              |                         |
| 74     | Weiher an der Geflügelfarm                      | Schönfließ                    |                                                         | 00,51 |              |                         |
| 75     | Weiher bei Mühlenbeck                           | Mühlenbeck                    |                                                         | 00,38 |              |                         |
| 76     | Weiher-Teerofenpfuhl                            | Hohen Neuendorf               |                                                         | 03,04 |              |                         |
| 77     | Wendemark                                       | Schönermark                   |                                                         | 00,53 |              |                         |
| 78     | Wolfsee                                         | Borgsdorf                     |                                                         | 00,82 |              |                         |